# Калтык (село)
Калтык — село в Ельцовском районе Алтайского края России. Входит в состав Пуштулимского сельсовета.

## География
Село находится в восточной части региона, при впадении р. Урга в реку Калтык.
Уличная сеть
села состоит из трёх географических объектов: Варшавская ул., Совхозная ул., Чкалова ул.
Климат
Средняя температура января составляет −17 °C, июля — +18,4 °C. Годовое количество осадков составляет 496 мм.

## Население
| 1997 | 1998 | 1999 | 2000 | 2001 | 2002 | 2003 | 2004 | 2005 |
| ---- | ---- | ---- | ---- | ---- | ---- | ---- | ---- | ---- |
| 92   | ↘89  | ↘86  | ↗90  | ↗105 | ↘101 | ↗102 | ↘99  | ↘83  |
| 2006 | 2007 | 2008 | 2009 | 2010 | 2011 | 2012 | 2013 |      |
| ↘78  | ↘73  | ↘64  | ↗66  | ↘42  | ↘40  | ↘37  | ↗41  |      |

Национальный состав
Согласно результатам переписи 2002 года, в национальной структуре населения русские составляли 96 % от 97 чел.

## Инфраструктура
Социальные услуги жители получают в райцентре — селе Пуштулим.

## Транспорт
Село доступно автомобильным транспортом.